# زبان ویتویی
زبان ویتویی (Vitu) یک زبان اقیانوسی است که توسط ۷۰۰۰ نفر در جزایر شمال غرب سواحل بریتانیای نو غربی در پاپوا گینه نو صحبت می‌شود.